# بقع القهوة بالحليب
بقع القهوة بالحليب هي وحمات صبغية مسطّحة. أما التسمية الفرنسية «كافيه أو لي» (باللغة الفرنسية: café au lait) والتي تعني القهوة مع الحليب فتشير إلى لونهم البني الخفيف. وتسمى كذلك «بقع الزرافة» أو «بقع ساحل مين».
وهي بقع نابعة من وجود خلايا ميلانينية منتجة للصباغ في البشرة من الجلد.
وعادة ما تكون هذه البقع دائمة، وقد تكبر أو يزداد عددها بمرور الزمن.
وغالبًا ما تكون بقع القهوة بالحليب غير مؤذية، ولكن قد تترافق مع أعراض مثل الورم العصبي الليفي من النوع الأول ومتلازمة ماكيون أولبرايت.

## الأسباب

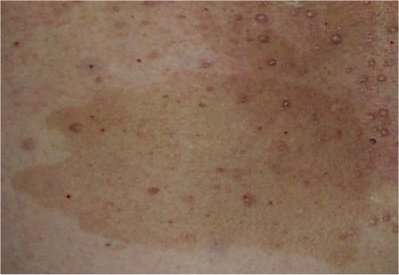
بقع قهوة بالحليب في حالة ورم عصبي ليفي من النوع الأول

يمكن أن تنشأ بقع القهوة بالحليب نتيجة أسباب متنوعة لا صلة بينها، مثل:
- إن وجود ستة أو أكثر من بقع القهوة بالحليب التي يزيد قطرها عن 5 ملم قبل البلوغ، أو يزيد قطرها عن 15 ملم بعد البلوغ، هي ميزة تشخيصية للنوع الأول من الورم العصبي الليفي، ولكن يكون هناك حاجة إلى خصائص أخرى للتشخيص.[3]
- قد لوحظت العديد من بقع القهوة بالحليب العائلية التي لا تحظى بتشخيص الورم العصبي الليفي من النوع الأول.[7]
- يمكن أن يكون سببها البهاق في متلازمة ماكيون أولبرايت النادرة.[8]
- متلازمة ليجيوس
- تصلب حدبي
- أنيميا فانكوني
- مجهول السبب
- رنح توسع الشعيرات
- متلازمة بلوم
- متلازمة شدياق-هيغاشي
- وحمة خلقية ميلانينية الخلايا
- داء غوشيه
- متلازمة هنتر
- متلازمة مافوتشي
- متلازمة نونان
- تضيق الصمام الرئوي
- متلازمة سيلفر-روسال
- متلازمة واطسون
- متلازمة ويسكوت ألدريخ

## التشخيص
يكون التشخيص مرئيا عن طريق قياس حجم البقعة، وقد يكون لعدد البقع دلالة إكلينيكية لتشخيص الاضطرابات المرتبطة بها، مثل النوع الأول من الورم العصبي الليفي. ووجود 6 بقع أو أكثر بقطر 5 ملم على الأقل في الأطفال قبل سن البلوغ و15 ملم على الأقل في الأفراد بعد البلوغ هو واحد من معايير التشخيص الرئيسية للنوع الأول من الورم العصبي الليفي.

## توقع سير المرض
عادة ما تكون بقع القهوة بالحليب موجودة عند الولادة ودائمة، وقد تنمو في الحجم أو يزداد عددها بمرور الوقت.
وهي بقع حميدة لا تسبب أي مرض أو مشاكل. ومع ذلك، فقد تترافق مع متلازمات مثل الورم العصبي الليفي من النوع الأول ومتلازمة ماكيون ألبرايت.
حجم وشكل البقع ليس له أي معنى أو آثار فيما يتعلق بتشخيص المتلازمات المرتبطة بها.

## العلاج
يمكن إزالة بقع القهوة بالحليب باستخدام الليزر، وتكون النتائج متغيرة؛ لأن البقع غالباً لا يتم إزالتها تماماً أو قد تعود بعد العلاج. وفي كثير من الأحيان، يتم علاج بقعة كاختبار أولاً للمساعدة في التنبؤ باحتمالية نجاح العلاج.

## روابط خارجية
- إي ميديسين